# The Europa World of Learning
The Europa World of Learning (świat edukacji wydawnictwa Europa), jest informatorem międzynarodowego świata akademickiego, wydawanym w Wielkiej Brytanii od 1947.
W ocenie wielu uchodzi za fundamentalną publikację w swoim zakresie w skali światowej. Zawiera ponad 30.000 haseł, wymieniając
- 6.200 wyższych uczelni,
- 6.600 instytutów badawczych,
- 3.500 bibliotek i archiwów,
- 5.300 towarzystw naukowych,
- 3.000 instytucji muzealnych i galerii sztuki,
- ponad 500 organizacji,
- 26.000 publikacji,
- ponad 200 000 osób.

Do 1999 wydawcą publikacji była Europa Publications Ltd, obecnie jest nim Routledge w grupie wydawniczej Taylor & Francis. Redakcja niezmiennie pozostaje w Londynie.
Cena (580 £) sprawia, iż jej nabywcami są głównie instytucje i biblioteki.

## Inne publikacje informacyjne tegoż wydawcy
- The Europa World Year Book
- International Who’s Who